# اتاق شلوغ
اتاق شلوغ (انگلیسی: The Crowded Room) مینی‌سریال تلویزیونی دلهره‌آور روان‌شناختی آمریکایی است که توسط آکیوا گلدزمن و با الهام از رمان غیرداستانی اذهان بیلی میلیگان نوشته دنیل کیز چاپ سالِ ۱۹۸۱ ساخته شده‌است. تام هالند، آماندا سایفرد و امی رسوم بازیگران نقش اصلی هستند و بازیگران مکمل شامل ساشا لین، ویل چیس، لیور راز، لیلا رابینز و هنری آیکنبری می‌شود.
داستان این سریال به وقایع پس از دستگیری دنی سالیوان (هالند) به دلیل مشارکت در تیراندازی شهر نیویورک در سال ۱۹۷۹ می‌پردازد. دنی از طریق مجموعه‌ای از مصاحبه‌ها با بازجوکننده ریا گودوین (سایفرد) از زندگی خود پرده‌برداری می‌کند و به تدریج گذشتهٔ مرموز خود که او را به حادثه سرنوشت‌ساز سوق داد، برای ریا و مخاطبان شرح می‌دهد.
اتاق شلوغ در ۹ ژوئن ۲۰۲۳ با سه قسمت در اپل تی‌وی پلاس نمایش داده شد. قسمت‌های بعدی به صورت هفتگی تا ۲۸ ژوئیه ۲۰۲۳ به پایان رسید.

## داستان
داستان دلهره‌آور روان‌شناختی این مجموعه در تابستان ۱۹۷۹ اتفاق می‌افتد؛ زمانی که مرد جوانی به‌دلیل جنایتی تکان دهنده دستگیر می‌شود و یک بازجوکننده باید معمای پشت آن را حل کند.

## بازیگران

### اصلی
- تام هالند در نقش دنی سالیوان، شخصیتی بر اساس بیلی میلیگان
- آماندا سایفرد در نقش ریا گودوین
- ساشا لین در نقش آریانا
- ویل چیس در نقش مارلین رید
- لیور راز در نقش ییتزاک سفدی
- امی رسوم در نقش کندی سالیوان

### مهمان
- اما لایرد در نقش آنابل
- توماس سادوسکی در نقش متی دان
- لوون هاوک در نقش جانی
- سام وارتولومئوس در نقش مایک
- کریستوفر ابوت در نقش استن کامیسا
- جیسون آیزکس در نقش جک لمب
- زاخاری گولینگر در نقش دنی سالیوان جوان
- لیلا رابینز در نقش سوزی
- هنری آیکنبری در نقش داگ
- هنری زاگا در نقش فیلیپ

## تولید

### توسعه
در آوریل ۲۰۲۱، آکیوا گلدزمن قرار بود اتاق شلوغ را بنویسد: مجموعه تلویزیونی آنتولوژی ۱۰ قسمتی که فصل اول اقتباسی از رمان غیرداستانی اذهان بیلی میلیگان اثر دنیل کیز برای شبکهٔ اپل تی‌وی پلاس است. گلدزمن همچنین قرار بود سریال را از طریق شرکت وید رود با تام هالند، الکساندرا میلچان از طریق EMJAG Productions و آرنون میلچان، یاریو میلچان و مایکل شفر از طریق نیو ریجنسی تولید کند. بعدها مشخص شد که فصل اول بر اساس زندگی خود گلدزمن با الهام از کتاب کیز ساخته شده‌است. کورنل موندروتسو برای کارگردانی فصل اول و همچنین به عنوان تهیه‌کنندگی اجرایی در کنار سوزان هتکن استخدام شد. نویسندگان فصل اول عبارتند از آکیوا گلدزمن، هنریتا اشورث، جسیکا اشورث، سوزان هیثکوت، کورتنی نوریس و گریگوری لسانز.

### بازیگران
در آوریل ۲۰۲۱، هالند برای نقش اصلی فصل یک انتخاب شد، که در ابتدا تصور می‌شد بیلی میلیگان باشد، اما بعداً مشخص شد که شخصیتی به نام دنی سالیوان است که بر اساس میلیگان خلق شده‌است. از گلدزمن نقل شده‌است که هلند «اولین و تنها فردی» بود که برای بازی در نقش دنی به او نزدیک شد. در فوریه ۲۰۲۲، آماندا سایفرد، امی رسوم، ویل چیس، ساشا لین، کریستوفر ابوت و اما لایرد به گروه بازیگران ملحق شدند. در می همان سال، جیسون آیزکس و لیور راز به بازیگران پیوستند.

### فیلمبرداری
تصویربرداری اصلی این مجموعه در ۳۱ مارس ۲۰۲۲ در شهر نیویورک آغاز شد. از جمله مکان‌های قابل توجه فیلمبرداری، استودیو NBC است که در میدان تاریخی ۳۰ راکفلر پلازا واقع شده‌است. فیلمبرداری در ۲۸ سپتامبر ۲۰۲۲ به پایان رسید.

## انتشار
اتاق شلوغ سه قسمت اول خود را در ۹ ژوئن ۲۰۲۳ به نمایش گذاشت و قسمت‌های بعدی هر هفته تا ۲۸ ژوئیه منتشر شدند.

## بازخورد
وبگاه نقد و بررسی راتن تومیتوز، بر اساس نظر ۴۹ منتقد به این مجموعه امتیاز ۳۳٪ با میانگین نمرهٔ ۴٫۸/۱۰ را داد. اجماع منتقدان این وب‌سایت می‌گوید: «اتاق شلوغ با استعداد غیرقابل انکاری تدارک داده شده و بر اساس یک پیش‌فرض امیدوارکننده ساخته شده‌است، اما داستان بدون دستیابی به نتایج سودمند پیش می‌رود و منجر به تجربه‌ای خسته‌کننده و اغلب ناامیدکننده می‌شود». متاکریتیک که در نقدها از میانگین وزنی استفاده می‌کند، بر اساس نظر ۲۶ منتقد، امتیاز ۴۸ از ۱۰۰ را به این مجموعه اختصاص داده‌است که نشان‌دهنده «بررسی‌های مختلط یا عادی» است.